# روبر دو سوربن

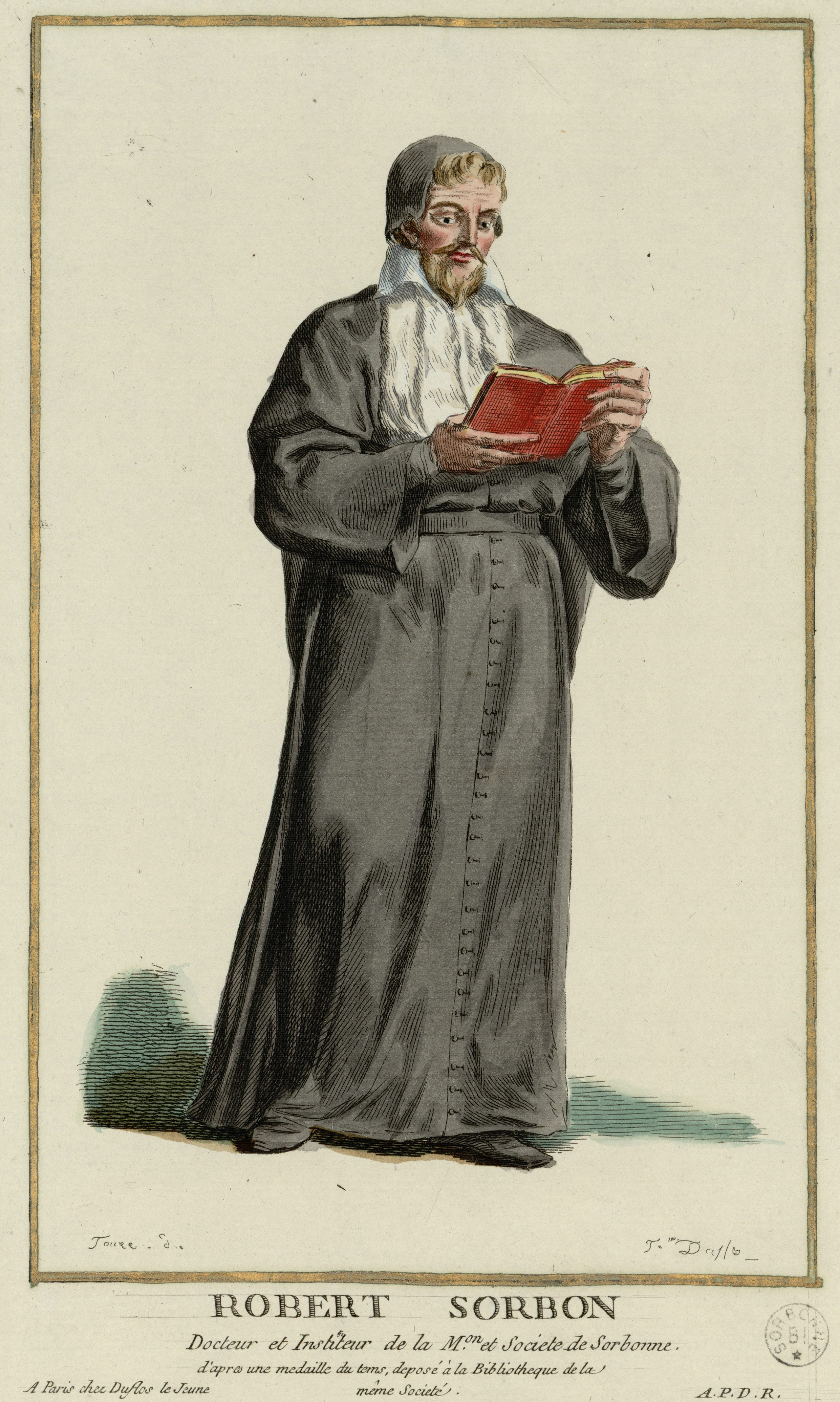

روبر دو سوربن (فرانسوی: Robert de Sorbon‎) مؤسس دانشگاه سوربن فرانسه است. وی در قرن سیزدهم میلادی می‌زیسته‌است.

## زندگی‌نامه
روبر دو سوربن در سال ۱۲۰۱ میلادی در سوربن دیده به جهان گشود. در زمانی که اروپا در ابتدای خیزش علمی بود، سوربن اولین نهاد علمی و آکادمی رسمی را در فرانسه ایجاد نمود.
سوربن معاصر خواجه نصیرالدین طوسی و سعدی شیرازی است. سوربن در همان سالی متولد شد که خواجه نصیر طوسی زاده شد و همانند خواجه نصیر در سال ۱۲۷۴ میلادی درگذشت.
شمس الدین آملی که با یک واسطه شاگرد خواجه نصیر است، در کتاب خویش، نفائس الفنون، از دانشگاه‌های فرانسه یاد می‌کند.